# Carlota Garriga
Carlota Garriga Kuijpers (Amberes, 21 de febrero de 1937) es una pianista, compositora y pedagoga española.

## Biografía
Es hija de padre español y madre belga, de origen neerlandés. A los cuatro años la familia se trasladó a Barcelona donde se formó.
Es considerada heredera de la tradición pianista de Granados-Marshall, que también ha sabido transmitir desde su faceta pedagógica. Estudió con Frank Marshall y más tarde con Alícia de Larrocha y Xavier Montsalvatge en la Academia Marshall. 
Dio una gira de conciertos por Europa y Japón con el director Ígor Markévich, con quien colaboró hasta 1983. Se dedicó especialmente a la interpretación del repertorio español. Desarrolló una labor pedagógica impartiendo clases en la Academia Marshall, donde también ocupó el cargo de subdirectora desde la década de 1980.
Compuso obras para piano como Sonatina, 5 Evocaciones Populares o Fantasía para dos pianos. Es autora del ballet Kermess, de Divertimento para grupo de cámara y de Concertino para piano y orquesta de cámara. 
Ha sido miembro del jurado en varios concursos internacionales de piano y es la fundadora del Festival de Música de Pals.